# Racing universitaire Casablanca
Le Racing universitaire de Casablanca est un club marocain omnisports situé à Casablanca.

## Histoire
Le club de rugby, première section de l'association omnisports, est créé en 1929,. Ils évoluent encore en première division marocaine au XXIe siècle,,.

## Palmarès

### Basketball
- Botola Pro (5)
  - Champion : 1935, 1936, 1937, 1941, 1942

- Championnat d'Afrique du Nord (4)
  - Champion : 1935, 1936, 1937, 1942,